# Whitey Herzog
Pour les articles homonymes, voir Herzog.
Dorrel Norman Elvert Herzog, dit Whitey Herzog, né le 9 novembre 1931 à New Athens (Illinois) et mort le 15 avril 2024 à Saint-Louis (Missouri), est un joueur et gérant américain des Ligues majeures de baseball.
Il est admis en 2010 au Temple de la renommée du baseball.

## Biographie
Whitey Herzog était le deuxième des trois enfants qui composent sa fratrie, après Edgar et Lietta Herzog, dans l'Illinois. Son père travaillait dans une brasserie et sa mère dans une usine de chaussures à New Athens, où la famille résidait. Herzog a fréquenté le New Athens High School (en) où il a pratiqué le basketball et le baseball. Il a suscité l'intérêt des programmes de basketball collégial de l'Université de Saint-Louis et de l'Université de l'Illinois.
Durant sa jeunesse, Whitey Herzog livrait des journaux, vendait des produits de boulangerie depuis un camion, creusait des tombes et travaillait à la brasserie avec son père. Son frère aîné, Therron Herman Herzog, a joué une année de baseball dans les ligues mineures en 1954, dans la Cotton States League (en).